# Illyrische Provinzen

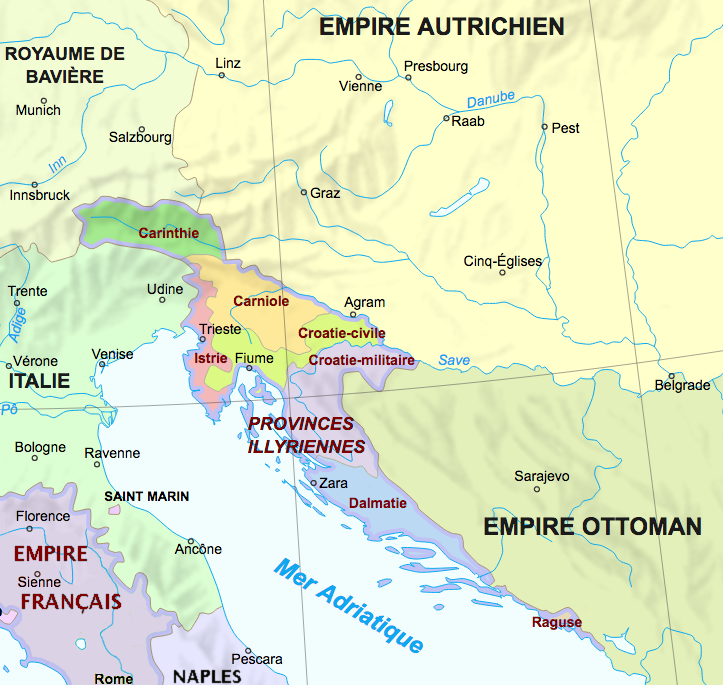
Karte der Illyrischen Provinzen (französisch).

Illyrische Provinzen (französisch Provinces Illyriennes; italienisch Provincie Illiriche; slowenisch Ilirske province; kroatisch Ilirske pokrajne; albanisch Provinca e Ilirisë) bezeichnete Gebiete an der Ostküste der Adria und im Ostalpenraum, die zwischen 1807 und 1809 von Frankreich erobert und zusammen annektiert wurden. 
Die Illyrischen Provinzen umfassten etwa 55.000 km² bei einer langgestreckten Nord-Süd-Ausdehnung von 750 km mit etwa 1,5 Millionen Einwohnern, vor allem Slowenen, Kroaten, Deutsche, Italiener und Albanern. Die Hauptstadt war Laybach.
Im Winter 1813/1814 wurden die Illyrischen Provinzen von österreichischen Truppen besetzt und 1815 auf dem Wiener Kongress dann Österreich zugesprochen, welches den Gebieten weitere anschloss, um daraus ein Königreich Illyrien zu bilden.
Das kurzfristige Bestehen der Illyrischen Provinzen war bedeutsam für den Illyrismus, die südslawische Einigungsbewegung.

## Etymologie
Die Bezeichnung leitet sich von den Illyrern ab, welche damals für die direkten Vorfahren der Südslawen gehalten wurden. Die Region hieß in der Antike Illyria und war Teil der römischen Provinz Illyricum. In der späten griechischen Mythologie war Illyrios der Sohn von Kadmos und Harmonia, der schließlich die Region regierte und zum gleichnamigen Ahnherrn der Illyrer wurde.

## Geschichte

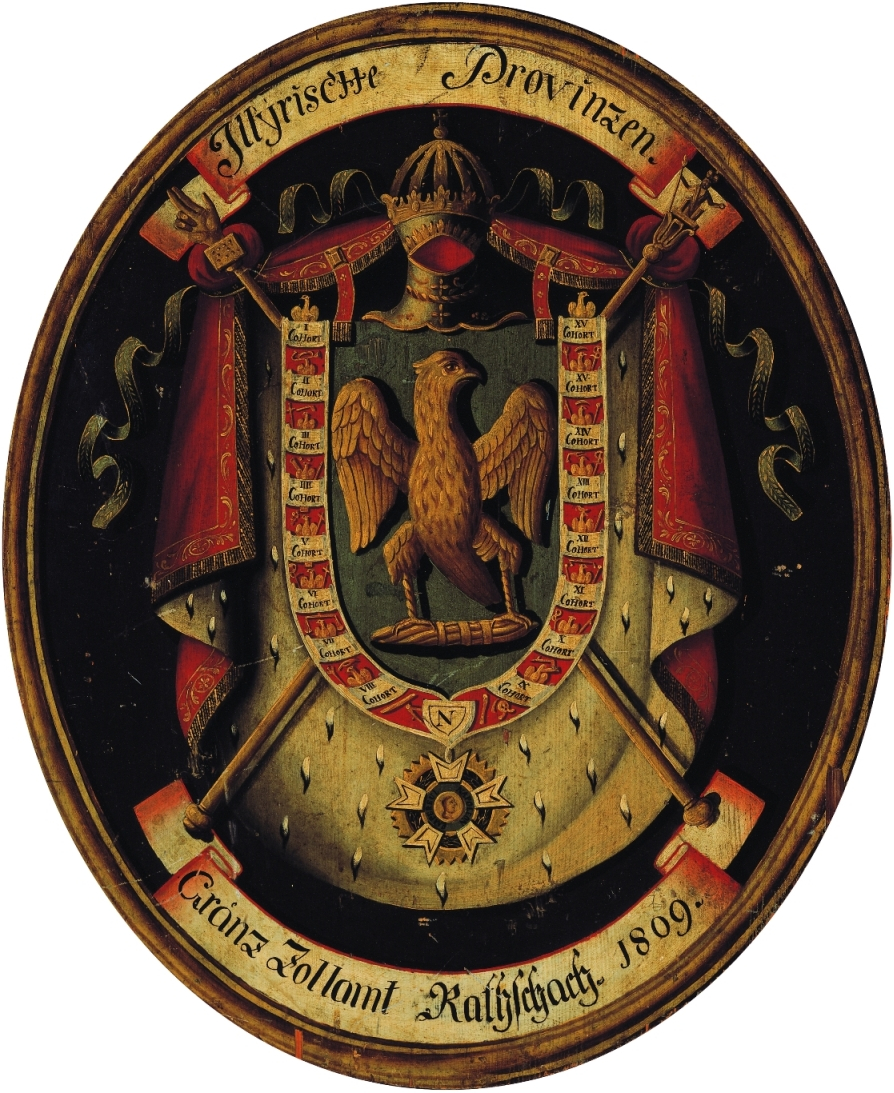
Schild eines Grenzzollamtes der Illyrischen Provinzen in Radeče mit dem Wappen Kaiser Napoleon I.

Nach ihrer französischen Eroberung waren Dalmatien und Istrien 1805 zunächst mit dem Königreich Italien vereint worden. 
Schon nach dem 2. Napoleonischen Krieg hätte Österreich gemäß dem Frieden von Pressburg 1806 Dalmatien und die Bucht von Kotor an Frankreich übergeben sollen. Die Franzosen schritten bei der Einnahme Dalmatiens zu langsam voran und die Übergabetermine mehrerer Städte wurden verpasst. Die Bucht von Kotor wurde entgegen dem Vertrag von Pressburg an das Fürstentum Montenegro übergeben.
Die britische Marine blockierte seit 1807 die unter napoleonischer Herrschaft stehenden Adriaküsten. Die Briten hielten auch die weit von der Küste entfernte Insel Lissa (Vis) besetzt und nutzten sie als Stützpunkt für ihre Schiffe.
Nach dem französischen Sieg bei Wagram im 3. Napoleonischen Krieg und dem daraufhin geschlossenen Frieden von Schönbrunn wurde die Bildung der Illyrischen Provinzen gleich am 14. Oktober 1809, dem Tag der Unterzeichnung des Friedensvertrages, durch ein Dekret Kaiser Napoleons befohlen, um die Verwaltung der annektierten österreichischen Gebiete in geordnete Bahnen zu lenken. Dabei handelte es sich teilweise um Gebiete der Königreiche Kroatien und Dalmatien, die 1767 bis 1777 – zusammen mit dem Königreich Slawonien – Königreich Illyrien genannt wurden. Hauptstadt und Sitz des französischen Generalgouverneurs wurde Laibach.
Die französische Verwaltungseinheit wurde ab 1809 nach dem Frieden von Schönbrunn durch Dekret Kaiser Napoleon I. geschaffen. Zu ihr gehörten die einstige Republik Ragusa, die bis 1797 venezianischen Besitzungen in Dalmatien und Istrien sowie die habsburgischen Besitzungen in Istrien, Fiume, Krain, Kärnten (Kreis Villach), Görz, Triest, das westliche Zivilkroatien und die kroatische Militärgrenze zwischen Save und Adria. Nach der Niederschlagung des Tiroler Aufstands kamen am 28. Februar 1810 die Osttiroler Gebiete um Lienz und Sillian dazu.

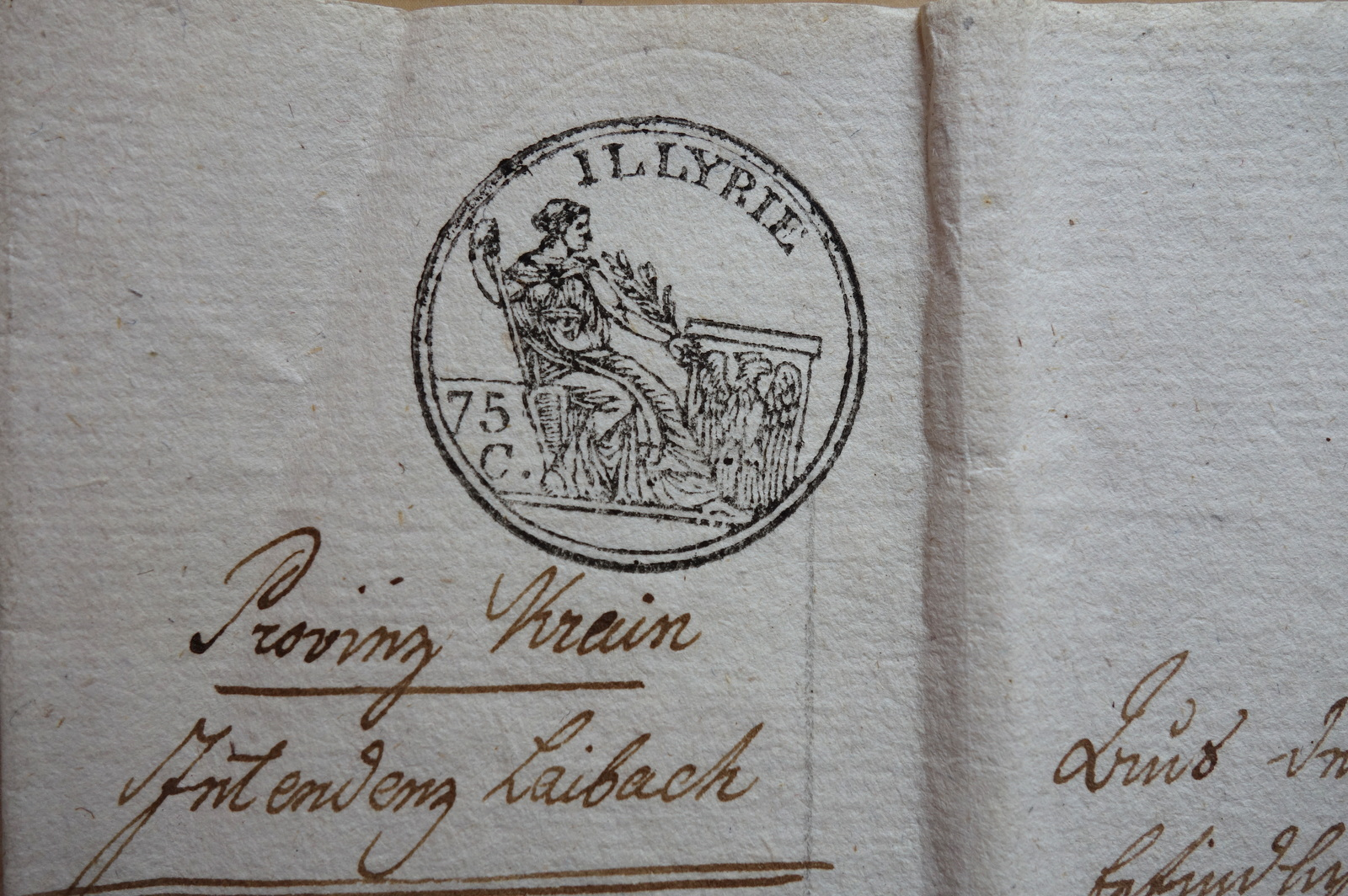
Französischer Poststempel der Illyrischen Provinzen mit der Allegorie Illyriens und dem Napoleonischen Adler (1814)

Österreich erklärte im August 1813 Frankreich wieder den Krieg (Befreiungskriege), und unmittelbar darauf rückten Truppen unter General Franz Tomassich zunächst in den Norden der Illyrischen Provinzen vor. Die wenigen französischen Truppen leisteten kaum Widerstand, und bereits am 20. September marschierten die Österreicher in Ragusa (Dubrovnik) ein. Nur das stark befestigte Zara (Zadar) konnten die Franzosen länger halten. Die Festung kapitulierte am 6. Dezember 1813. Unterdessen hatten die Montenegriner Cattaro (Kotor) besetzt. Diese Stadt wurde erst im Juni 1814 von den Österreichern eingenommen.
Der Wiener Kongress bestätigte dem Kaisertum Österreich den Besitz aller Länder, die es durch den Frieden von Campo Formio gewonnen hatte. Am 3. August 1816 wurde durch eine kaiserliche Entschließung der Großteil des Gebietes der Illyrischen Provinzen als Königreich Illyrien konstituiert.

## Verwaltung
An der Spitze der französischen Verwaltung der Illyrischen Provinzen stand ein General-Gouverneur, der General-Intendant und der Justizkommissär. Diese bildeten gemeinsam die Regierung.
Das Amt des General-Gouverneurs hatte von Oktober 1809 bis Januar 1811 Auguste de Marmont inne. Ihm folgte im April 1811 Henri-Gratien Bertrand und im Februar 1812 übernahm Jean-Andoche Junot das Amt. Letzter General-Gouverneur war im Juli und August 1813 Joseph Fouché.

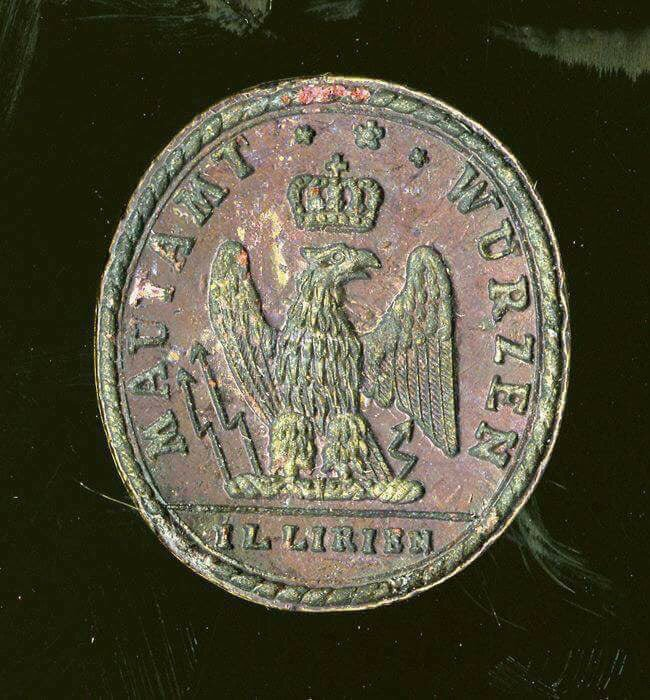
Das Siegel des Mautamtes Wurzen im Kreis Villach zeigt den Napoleonischen Adler und die Bezeichnung „Illirien“.

Die Franzosen führten schrittweise die französische Gesetzgebung ein, den Code civil im Januar 1812, und setzten die Judenemanzipation durch. Außer auf Französisch und Deutsch wurden die Gesetze auch in „slawonischer Sprache“ veröffentlicht. Damit war eine Form des noch nicht kodifizierten Slowenischen bzw. Kroatischen gemeint. Insbesondere auf die spätere Entwicklung der slowenischen Schriftsprache wirkte sich dies förderlich aus. Ebenso wurde das Schulwesen in den Landessprachen gefördert.

Verwaltungsgliederung Frankreichs mit Départements und Illyrischen Provinzen (hellblau) im Jahr 1812.

Die regionale Verwaltung sollte wie überall im französischen Kaiserreich in Départements organisiert werden. Bis zum Ende der französischen Herrschaft konnte dieses Vorhaben aber nicht vollständig umgesetzt werden. Vielmehr bildete man übergangsweise sogenannte Intendanzen (zuerst elf, später reduziert auf sieben), die sich weitgehend an älteren Verwaltungsgrenzen, insbesondere den Kreisen der Habsburgermonarchie orientierten:

## Organisation
Organisation von 1809 bis 1811
| Name                                         | Hauptort                     |
| -------------------------------------------- | ---------------------------- |
| Adelsberg (Postojna)                         | Adelsberg (Postojna)         |
| Bouches-du-Cattaro („Mündungen von Cattaro“) | Cattaro (Kotor)              |
| Croatie (Kroatien)                           | Karlstadt (Karlovac)         |
| Dalmatie (Dalmatien)                         | Zara (Zadar)                 |
| Fiume                                        | Fiume (Rijeka)               |
| Gorice (Görz)                                | Görz (Gorizia)               |
| Laybach (Laibach, Ljubljana)                 | Laybach (Laibach, Ljubljana) |
| Neustadt (Rudolfswerth, Novo mesto)          | Neustadt (Novo mesto)        |
| Raguse (Ragusa)                              | Ragusa (Dubrovnik)           |
| Trieste                                      | Trieste (Triest)             |
| Willach (Villach, Oberkärnten und Osttirol)  | Willach (Villach)            |

1. Neuorganisation von 1811zunächst in vier Intendanturen von
- Laybach (Ljubljana)
- Karlstadt (Karlovac)
- Trieste
- Zara (Zadar)

2. Neuorganisation vom 15. April 1811sieben Intendanturen mit untergeordneten Kreisen (subdélégations):
| Name                                 | Hauptort                     | Subdélégations (Kreise) | Vorherige Organisation                          |
| ------------------------------------ | ---------------------------- | --- | ----------------------------------------------- |
| Carinthie („Kärnten“)                | Willach (Villach)            | Willach Lienz | gebildet aus Willach (Oberkärnten und Osttirol) |
| Carniole (Krain)                     | Laybach (Laibach, Ljubljana) | Adelsberg (Postojna) Laybach (Ljubljana) Kraimbourg (Krainburg) (jetzt: Kranj) Neustadt (eigentlich: Neustadtl, jetzt: Novo Mesto) | gebildet aus Adelsberg, Laybach, Neustadt       |
| Croatie civile (Zivil-Kroatien)      | Karlstadt (Karlovac)         | Karlstadt Fiume (Rijeka), Lussinpiccolo (Mali Lošinj)                                                                              | gebildet aus Fiume und einem Teil von Croatie   |
| Croatie militaire (Militär-Kroatien) | Segna (Zengg, jetzt: Senj)   | | gebildet aus einem Teil von Croatie             |
| Istrie (Istrien)                     | Triest                       | Trieste Gorizia (Görz) Capodistria (Koper), Rovigno (Rovinj)                                                                       | gebildet aus Trieste und Gorice                 |
| Dalmatie (Dalmatien)                 | Zara (Zadar)                 | Zara Spalato (Split) Lesina (Hvar) Sebenico (Šibenik) Macarsca                                                                     | gebildet aus Dalmatie                           |
| Raguse (Ragusa)                      | Ragusa (Dubrovnik)           | Ragusa Cattaro (Kotor) Curzola (Korčula)                                                                                           | gebildet aus Bouches-du-Cattaro und Raguse      |